# 유승민 (배우)
유승민(본명 :유헌호 1974년 7월 7일 ~ )은 대한민국의 배우이다.

## 출연 작품

### 영화
- 《내 사랑 싸가지》 (2004년) - 연인남 역
- 《관상))

### 드라마
- ytn2 ((이럴땐이런법)) MC

- ytn2 (아! 그사람))  MC

- 《유령》 (2012년, SBS) - 기자 역
- 《넝쿨째 굴러온 당신》 (2012년, KBS2) - 심사위원 역
- 《최고의 사랑》 (2011년, MBC) - 주유소 직원 역
- 《솔약국집 아들들》 (2009년, KBS2) - 솔약국에 물건 납품하는 남자 역
- 《장화, 홍련》 (2009년, KBS2)
- 《온에어》 (2008년, SBS) - 화장품 광고의 관계자 역
- 《외과의사 봉달희》 (2007년, SBS) - 방사선사 역
- 《환상의 커플》 (2006년, MBC) - 핸드폰 매장 직원 역
- 《마이걸》 (2005년 ~ 2006년, SBS)
- 《서동요》 (2005년, SBS)
- 《부활》 (2005년, KBS2) - 기자 역
- 《어여쁜 당신》 (2005년, KBS1)
- 《쾌걸춘향》 (2005년, KBS2) - 기자 역
- 《올드 미스 다이어리》 (2004년, KBS2)
- 《부모님전상서》 (2004년, KBS2)
- 《파리의 연인》 (2004년, SBS) - 기자 역
- 《왕꽃 선녀님》 (2004년~2005년, MBC) - 판정수의 지인 역
- 《대장금》 (2003년, MBC)
- 《보디가드》 (2003년, KBS2)
- 《무인시대》 (2003년, KBS1)
- 《눈사람》 (2003년, MBC)
- 《제국의 아침》 (2002년, KBS1)
- 《새엄마》 (2001년, KBS1)
- 《동서는 좋겠네》 (2001년, KBS2)
- 《비단향꽃무》 (2001년, KBS2)
- 《신세대 보고 어른들은 몰라요》 (1995년, KBS2)